# Jeden Tag – Jede Nacht
Jeden Tag – Jede Nacht ist der Titel des 1996 erschienenen neunten Studioalbums der Hagener Band Extrabreit. Es enthielt zwei Coverversionen: Village Peoples Y.M.C.A. sowie Slades My Oh My, jeweils mit deutschem Text, sowie das mit Harald Juhnke aufgenommene Nichts ist für immer.

## Hintergrund
1993 hatte Extrabreit mit der gemeinsam mit Hildegard Knef aufgenommenen Single Für mich soll’s rote Rosen regnen den letzten Charterfolg gehabt. Das Lied hatte Platz 35 der deutschen Singlecharts erreicht und die Band einem jüngeren Publikum bekanntgemacht. Das Lied war aus dem Album Hotel Monopol ausgekoppelt worden, dass auch eine eingedeutschte Version von R.E.M.s It’s the End of the World as We Know It (And I Feel Fine) enthalten hatte.
Im Oktober 1995 begann die Band in den Räumen von Connys Studio in Wolperath, das zu dieser Zeit von Christa Fast und ihrem Sohn Stephan Plank geleitet wurde, mit den Aufnahmen für ihr nächstes Album. Zwischenzeitlich waren Gitarrist Bubi Hönig durch Tom Schwoll und Schlagzeuger Rolf Möller durch Steve the Machine ersetzt worden. Kai Havaii und Stefan Kleinkrieg schrieben die deutschsprachigen Texte für die beiden auf dem Album enthaltenen Coverversionen sowie die Mehrheit der übrigen Lieder. 
Das Lied Nichts ist für immer nahm die Band gemeinsam mit Harald Juhnke auf; der Text des Liedes kann dabei durchaus als Anspielung auf die bekannten Eskapaden sowohl einzelner Extrabreit-Mitglieder als auch Juhnkes verstanden werden.
Die Aufnahmen wurden im Januar 1996 fortgesetzt und beendet; das Titellied entstand jedoch im Hafenklang-Studio in Hamburg und wurde in der Besetzung Havaii, Kleinkrieg, Schwoll, Wolli Düse (Schlagzeug) und Martin Büchler (Bass) eingespielt und von Michael Beckmann produziert.
Die CD erschien am 4. März 1996 in zwei Versionen: Die "Limited Edition" (Auflage nicht mehr nachvollziehbar) unterschied sich zwar inhaltlich nicht von der anderen Ausgabe, war aber in einem 28 cm breiten Digisleeve untergebracht, das sich in der Mitte zu beiden Seiten aufklappen ließ. CD und Booklet waren darin nebeneinander untergebracht. Auf der Vorderseite fiel vor allem der Bandname ins Auge, der sich über die gesamte Breite des Digisleeves zog. 
Erste ausgekoppelte Single des Albums war CVJM, gefolgt von Nichts ist für immer und dem Titelsong; keiner der Singles gelang der Charteinstieg.

## Titelliste
| Nr. | Titel                                     | Autor(en)                                                                                  | Besonderheiten                                                                                           | Länge |
| --- | ----------------------------------------- | ------------------------------------------------------------------------------------------ | --- | ----- |
| 1.  | CVJM                                      | Victor Willis, Henri Belolo, Jacques Morali; deutscher Text: Kai Havaii, Stefan Kleinkrieg | Coverversion des Songs Y.M.C.A. von Village People (1978)                                                | 2:57  |
| 2.  | Jeden Tag, jede Nacht                     | Stefan Kleinkrieg, Rolf Möller, Havaii                                                     | Aufnahme: Hafenklang-Studio, Hamburg; Produktion: Beckmann; Schlagzeug: Wolli Düse, Bass: Martin Büchler | 2:47  |
| 3.  | Kalter Fisch                              | Havaii, Kleinkrieg                                                                         | | 3:46  |
| 4.  | Nichts ist für immer                      | Havaii, Kleinkrieg                                                                         | feat. Harald Juhnke                                                                                      | 3:01  |
| 5.  | Das Ruder                                 | Neville Holder, James Lea; deutscher Text: Havaii, Kleinkrieg                              | Coverversion des Songs My Oh My von Slade (1983)                                                         | 3:37  |
| 6.  | Viel zu blond                             | Kleinkrieg, Havaii, Sebastian Gäbel, Friedrich, Tom Schwoll, Becking                       | | 3:45  |
| 7.  | Paul ist raus (Paul ravet nicht mehr mit) | Havaii, Kleinkrieg                                                                         | | 4:13  |
| 8.  | Er macht ihn rein                         | Havaii, Kleinkrieg                                                                         | | 4:05  |
| 9.  | Skrupellos                                | Havaii, Kleinkrieg                                                                         | | 2:47  |
| 10. | Zur Zeit                                  | Kleinkrieg, Havaii                                                                         | | 3:17  |
| 11. | Heroin                                    | Havaii, Kleinkrieg, Gäbel, Friedrich, Schwoll                                              | | 3:35  |
| 12. | High Heels                                | Kleinkrieg, Havaii                                                                         | | 3:10  |
| 13. | Mösenpolizei                              | Havaii, Kleinkrieg, Gäbel, Friedrich, Schwoll                                              | | 3:12  |
| 14. | All die Jahre                             | Havaii, Kleinkrieg                                                                         | | 3:29  |

## Rezeption
Das Album erreichte Platz 65 der deutschen Charts. 
Holger Stratmann schrieb in Rock Hard, das Album sei allemal „partykompatibel,“ wer Extrabreit hingegen zu ernst nehme, sei „selbst schuld“. Die Band habe „mit Tom Schwoll eine passable Blutauffrischung in Richtung Rock’n’Roll“ erfahren. Paul ist raus, Jeden Tag, jede Nacht, Skrupellos, Heroin und CVJM rockten „ordentlich ab, auch wenn die glasklare Produktion ruhig noch ein bißchen Dreck vertragen“ hätte. Ob das Duett mit Harald Juhnke oder der gelungene Fußball-Gag Er macht ihn rein - „viele der übrigen Titel seien nicht unbedingt mit dem Knüppel, dafür aber mit viel Witz“ eingespielt worden. Letztendlich sei die Band „bei aller Mühe zwar etwas harmlos“, für „eine Überraschung zwischen gefälligem Pop und Hardrock aber immer noch“ gut.